# Монте-Кавалло
Монте-Кавалло (італ. Monte Cavallo) — муніципалітет в Італії, у регіоні Марке,  провінція Мачерата.
Монте-Кавалло розташоване на відстані близько 135 км на північ від Рима, 75 км на південний захід від Анкони, 45 км на південний захід від Мачерати.
Населення — 149 осіб (2014).
Щорічний фестиваль відбувається 21 березня. Покровитель — San Benedetto da Norcia.

## Демографія
Населення за роками:

Станом на 1 січня 2023 року в муніципалітеті офіційно проживало 13 іноземців з 5 країн, серед них 1 громадянин країн Євросоюзу.

## Сусідні муніципалітети
- П'єве-Торина
- Серравалле-ді-К'єнті
- Віссо